# Железков, Артём Дмитриевич
Артём Дмитриевич Железков (род. 18 января 1996) — российский хоккеист, нападающий.

## Биография
Воспитанник нижнетагильского «Спутника», тренер Вадим Шаракин. В сезоне-2012/13 дебютировал за команду МХЛ-Б «Юниор-Спутник», в сезоне-2014/15 также провёл 44 матча за «Спутник» в ВХЛ. 28 мая 2015 года в обмен на денежную компенсацию перешёл в «Металлург» Магнитогорск. В сезоне-2015/16 сыграл 57 матчей в КХЛ и семь в МХЛ за «Стальных лис». В следующем сезоне провёл 27 матчей в КХЛ, 12 в МХЛ и 6 — в ВХЛ за «Южный Урал» Орск. В сезоне-2017/18 играл за «Металлург» (8 матчей) и «Зауралье» Курган (ВХЛ, 35 матчей). 26 мая 2018 года был обменян в «Амур». С каждым сезоном играл всё меньше, и в октябре 2021 года растрг контракт за свой счёт, после чего перешёл в клуб ВХЛ «Югрва» Ханты-Мансийск. В сезоне-2024/25 провёл 22 матча за клуб второй словацкой лиги «Гуменне».
Обладатель Кубка Гагарина 2016.